# Samantha Gius
Samantha Gius (Bolzano, 27 ottobre 1994) è una hockeista su ghiaccio italiana.
Di ruolo attaccante, milita nel SC Langenthal Damen, nel massimo campionato svizzero, e nella nazionale italiana, di cui è capitana alternativa.
Nelle 14 stagioni in cui ha giocato con l'EV Bozen Eagles ha vinto undici titoli italiani (senza considerare il campionato 2012-2013, durante il quale non è mai scesa sul ghiaccio) e due EWHL.
Dal 2023 gioca in Svizzera.

## Palmarès
- Campionato italiano femminile: 11

EV Bozen Eagles: 2009-10, 2010-11, 2011-12, 2013-14, 2014-15, 2015-16, 2016-2017, 2017-2018, 2020-2021, 2021-2022, 2022-2023
- EWHL: 2

EV Bozen Eagles: 2013-2014, 2016-2017